# ミグ溶接
ミグ溶接またはMIG溶接（ミグようせつ、metal inert gas welding）とは溶接工法の一種である。マグ溶接と合わせて、ガスシールドアーク溶接に分類される。

## 概要
アーク溶接のうち、シールドガスに不活性ガスのみを使い、金属電極棒が溶加材として送給ローラーで自動的に母材に送り込まれ、そのまま溶融して溶接する方式であり、通常半自動溶接として使われる。一般的には半自動溶接の一種と考えてよい。ミグ溶接のしくみについては半自動溶接の項を参照のこと。
鉄系材料のほか、非鉄金属にも使用される。ミグ溶接は溶接速度が速く、シールドガスによって、大気と遮断された状態で溶接作業が行われるので、空気中の酸素の影響を受けずに溶接が進行し、熱の発生が局部に止まるので、ひずみの発生が少なく、薄板鋼板の溶接に適している。
不活性ガスとしてアルゴン、ヘリウムの他、さまざまな混合ガスが使われる。日本ではこれらのガスはやや高価なため、ユーザーから高い溶接品質が求められない限り炭酸ガスアーク溶接が使われることが多い。一般に産業ガスメーカーが溶接機器・機材などと合わせて販売する。不活性ガスが比較的な安価なヨーロッパやアメリカではよく使われる。

## 類似の溶接方法
- 炭酸ガスアーク溶接:シールドガスに炭酸ガス（CO2）のみを使う。
- ミグ溶接:シールドガスに不活性ガスのみを使う。
- マグ溶接:シールドガスに不活性ガスと炭酸ガスを混合して使う。
- ティグ溶接:シールドガスに不活性ガスのみを使う。溶接材の他に非消耗電極を使う。